# كلية الفقه الجامعة
كلية الفقه الجامعة هي كلية أهلية تقع في مدينة النجف في العراق.

## الأقسام
تضم الكلية القسمين التاليين:
- قسم الفقه وأصوله
- قسم القران الكريم والحديث الشريف